# 羅氏類波魚
黑邊類波魚(学名：Rasboroides rohani），為輻鰭魚綱鯉形目鿕科的其中一個種，分布於亞洲斯里蘭卡瓦拉維河流域，體長可達3.6公分，棲息在森林覆蓋、沙底質、水淺的溪流，生活習性不明，可做為觀賞魚。